# Pro Patria et Libertate Sezione Calcio 1953-1954
Questa voce raccoglie le informazioni riguardanti la Pro Patria et Libertate Sezione Calcio nelle competizioni ufficiali della stagione 1953-1954.

## Stagione
La stagione 1953-54 per la Pro Patria ha voluto dire risalita immediata nella massima serie, nel torneo di Serie B si è piazzata al secondo posto con 41 punti insieme al Cagliari, due in meno del Catania, promosso direttamente. Si è reso necessario lo spareggio con i sardi per designare la seconda promossa, a Roma la Pro Patria ha battuto il Cagliari (2-0). Scendono in Serie C il Fanfulla di Lodi ed il Piombino.
Il nuovo allenatore bustocco è l'ex granata Giacinto Ellena, l'organico è irrobustito dagli arrivi di Franco Frasi, Enrico Pratesi, Luigi Gorlani, Silvano Chiumento, Alessandro Pin, Alfio Mandich e Dante Voglino. I tigrotti stazionano per tutto il campionato stabilmente nelle zone alte della classifica, quindi sempre in corsa per la doppia promozione. Con 14 reti realizzate il miglior marcatore stagionale bustocco è stato Ettore Mannucci, ottimo anche il contributo di Norbert Hofling autore di 11 reti e di Enrico Pratesi con 9 centri. All'inizio di maggio nella fase decisiva del torneo a sorpresa viene sollevato dall'incarico l'allenatore Giacinto Ellena per divergenze tecniche con i dirigenti, e sostituito dal veronese Luigi Rossetto, qualche giorno dopo, il 16 maggio 1954 i bustocchi pareggiano (1-1) a Verona ma si ritrovano con la vittoria (0-2) a tavolino, per l'invasione di alcuni tifosi scaligeri, poi batte in casa il Vicenza (1-0) e pareggia a Padova (2-2), agguantando così il Cagliari al secondo posto. Nello spareggio di Roma, davanti a trentamila spettatori, con moltissimi sardi sugli spalti, la vecchia "Pro" fa sua la partita (2-0) e si riprende la Serie A.

## Rosa
| N. |                    | Ruolo | Calciatore        |
| -- | ------------------ | ----- | ----------------- |
|    | Italia (bandiera)  | P     | Franco Bazzani    |
|    | Italia (bandiera)  | A     | Enrico Benelli    |
|    | Italia (bandiera)  | A     | Emidio Cavigioli  |
|    | Italia (bandiera)  | C     | Silvano Chiumento |
|    | Italia (bandiera)  | P     | Eldino Danelutti  |
|    | Italia (bandiera)  | C     | Franco Danova     |
|    | Italia (bandiera)  | D     | Spartaco Donati   |
|    | Italia (bandiera)  | C     | Antonio Fossati   |
|    | Italia (bandiera)  | C     | Franco Frasi      |
|    | Italia (bandiera)  | C     | Luigi Gorlani     |
|    | Romania (bandiera) | A     | Norbert Hofling   |
|    | Italia (bandiera)  | C     | Emilio Lavezzari  |
|    | Italia (bandiera)  | C     | Alfio Mandich     |

| N. |                   | Ruolo | Calciatore          |
| -- | ----------------- | ----- | ------------------- |
|    | Italia (bandiera) | A     | Ettore Mannucci     |
|    | Italia (bandiera) | D     | Edo Nicora          |
|    | Italia (bandiera) | C     | Gian Battista Odone |
|    | Italia (bandiera) | C     | Bruno Orzan         |
|    | Italia (bandiera) | C     | Alessandro Pin      |
|    | Italia (bandiera) | C     | Enrico Pratesi      |
|    | Italia (bandiera) | A     | Benvenuto Quaglia   |
|    | Italia (bandiera) | C     | Guglielmo Toros     |
|    | Italia (bandiera) | P     | Angelo Uboldi       |
|    | Italia (bandiera) | D     | Giovanni Visintin   |
|    | Italia (bandiera) | C     | Dante Voglino       |

## Risultati

### Serie B

#### Girone di andata
| Arbitro: | Marchese (Napoli) |

|                                    |           |                                                  |
| Paulinich 52’ (rig.) Pavanello 85’ | Marcatori | 8’, 74’ Mannucci 44’, 61’ (rig.) Pratesi 50’ Pin |

| Arbitro: | Marchetti (Milano) |

|                        |           |                                   |
| Pratesi 2’, 46’ (rig.) | Marcatori | 34’ Parodi 69’ Rosa 73’ Farinelli |

| Arbitro: | Arpaia (Roma) |

|                                 |           |                          |
| Pratesi 4’ Pin 11’ Mannucci 61’ | Marcatori | 20’ Amateis 42’ Tuberosa |

| Arbitro: | Piemonte (Monfalcone) |

|           |           |            |
| Brach 11’ | Marcatori | 30’ Danova |

| Arbitro: | Arpaia (Roma) |

|                            |           |  |
| Toros 46’ (aut.) Klein 80’ | Marcatori |  |

| Arbitro: | Piemonte (Monfalcone) |

|                        |           |             |
| Danova 48’ Pratesi 64’ | Marcatori | 15’ Remonti |

| Arbitro: | Valsecchi (Milano) |

|            |           |                    |
| Bettini II | Marcatori | 48’ (aut.) Torrini |

| Arbitro: | Lo Bello (Siracusa) |

|                                    |           |                                            |
| Lavezzari 33’ Pin 35’ Mannucci 69’ | Marcatori | 55’ Massagrande 57’ Robotti 78’ Fioravanti |

| Arbitro: | De Leo (Mestre) |

|  |           |             |
|  | Marcatori | 54’ Pratesi |

| Arbitro: | Campanati (Milano) |

|             |           |  |
| Hofling 29’ | Marcatori |  |

| Arbitro: | Ferrari Aggradi (Firenze) |

|                                   |           |           |
| Cabas 3’ Sentimenti VI 30’ (rig.) | Marcatori | 65’ Toros |

| Arbitro: | Grandville (Roma) |

|                                 |           |  |
| Mannucci 19’, 87’ Chiumento 75’ | Marcatori |  |

| Arbitro: | Righi (Milano) |

|                           |           |  |
| Chiumento 48’ Hofling 72’ | Marcatori |  |

| Arbitro: | Marchetti (Milano) |

|                  |           |                  |
| Astorri 67’, 85’ | Marcatori | 69’, 73’ Hofling |

| Arbitro: | Massai (Pisa) |

|             |           |           |
| Hofling 79’ | Marcatori | 84’ Luosi |

| Arbitro: | Canepa (Genova) |

|  |           |                      |
|  | Marcatori | 10’ Mannucci 65’ Pin |

| Arbitro: | Arpaia (Roma) |

|                          |           |  |
| Hofling 47’, 70’ Pin 63’ | Marcatori |  |

#### Girone di ritorno
| Arbitro: | Moriconi (Roma) |

|             |           |                    |
| Hofling 30’ | Marcatori | 32’ Pantaleoni III |

| Arbitro: | Pieri (Trieste) |

|               |           |                      |
| Rosa 38’, 80’ | Marcatori | 16’ Pin 55’ Mannucci |

| Alessandria 14 febbraio 1954 20ª giornata | Alessandria   | 0 – 0 | Pro Patria | Stadio Giuseppe Moccagatta\| Arbitro: \| Gemini (Roma) \| |
| Arbitro:                                  | Gemini (Roma) |       |            |                                                           |

| Arbitro: | Ferrari Aggradi (Firenze) |

|                    |           |  |
| Pratesi 90’ (rig.) | Marcatori |  |

| Arbitro: | Maurelli (Roma) |

|               |           |             |
| Chiumento 41’ | Marcatori | 90’ Manenti |

| Arbitro: | Canepa (Genova) |

|                        |           |  |
| Remonti 48’ Bressa 90’ | Marcatori |  |

| Arbitro: | Bellè (Venezia) |

|                  |           |  |
| Hofling 18’, 78’ | Marcatori |  |

| Arbitro: | Liverani (Torino) |

|             |           |  |
| Kincses 28’ | Marcatori |  |

| Busto Arsizio 28 marzo 1954 26ª giornata | Pro Patria       | 0 – 0 | Piombino | Stadio Comunale\| Arbitro: \| Menchini (Udine) \| |
| Arbitro:                                 | Menchini (Udine) |       |          |                                                   |

| Arbitro: | Bellè (Venezia) |

|            |           |                   |
| Gritti 80’ | Marcatori | 68’, 75’ Mannucci |

| Arbitro: | Alterio (Roma) |

|                          |           |  |
| Hofling 60’ Mannucci 85’ | Marcatori |  |

| Arbitro: | Scaramella (Roma) |

|                                     |           |  |
| Gennari 16’ Loranzi 31’ Frugali 84’ | Marcatori |  |

| Arbitro: | Massai (Pisa) |

|                     |           |  |
| Carta 6’ Genero 30’ | Marcatori |  |

| Arbitro: | Canepa (Genova) |

|  |           |             |
|  | Marcatori | 59’ Tambani |

| Arbitro: | Arpaia (Roma) |

|          |           |             |
| Poli 86’ | Marcatori | 77’ Hofling |

| Arbitro: | Marchese (Napoli) |

|             |           |  |
| Pratesi 37’ | Marcatori |  |

| Arbitro: | Orlandini (Roma) |

|                              |           |                            |
| Novello 78’ (rig.) Pison 83’ | Marcatori | 73’ Mannucci 85’ Chiumento |

### Spareggio promozione
| Arbitro: | Bernardi (Bologna) |

|  |           |                   |
|  | Marcatori | 58’, 87’ Mannucci |

## Statistiche

### Statistiche di squadra
| Competizione | Punti | In casa | In casa | In casa | In casa | In casa | In casa | In trasferta | In trasferta | In trasferta | In trasferta | In trasferta | In trasferta | Totale | Totale | Totale | Totale | Totale | Totale | DR  |
| Competizione | Punti | G       | V       | N       | P       | Gf      | Gs      | G            | V            | N            | P            | Gf           | Gs           | G      | V      | N      | P      | Gf     | Gs     | DR  |
| ------------ | ----- | ------- | ------- | ------- | ------- | ------- | ------- | ------------ | ------------ | ------------ | ------------ | ------------ | ------------ | ------ | ------ | ------ | ------ | ------ | ------ | --- |
| Serie B      | 41    | 17      | 10      | 5       | 2       | 28      | 13      | 17           | 5            | 6            | 6            | 21           | 23           | 34     | 15     | 11     | 8      | 49     | 36     | +13 |

### Statistiche dei giocatori
| Giocatore    | Serie B  | Serie B | Spareggio | Spareggio | Totale   | Totale |
| Giocatore    | Presenze | Reti    | Presenze  | Reti      | Presenze | Reti   |
| ------------ | -------- | ------- | --------- | --------- | -------- | ------ |
| E. Benelli   | 1        | 0       | -         | -         | 1        | 0      |
| E. Cavigioli | 2        | 0       | -         | -         | 2        | 0      |
| S. Chiumento | 23       | 4       | 1         | 0         | 24       | 4      |
| E. Danelutti | 7        | -14     | -         | -         | 7        | -14    |
| F. Danova    | 18       | 2       | 1         | 0         | 19       | 2      |
| S. Donati    | 22       | 0       | 1         | 0         | 23       | 0      |
| A. Fossati   | 26       | 0       | 1         | 0         | 27       | 0      |
| F. Frasi     | 31       | 0       | 1         | 0         | 32       | 0      |
| L. Gorlani   | 11       | 0       | -         | -         | 11       | 0      |
| N. Hofling   | 31       | 11      | 1         | 0         | 32       | 11     |
| E. Lavezzari | 14       | 1       | -         | -         | 14       | 1      |
| A. Mandich   | 7        | 0       | -         | -         | 7        | 0      |
| E. Mannucci  | 32       | 12      | 1         | 2         | 33       | 14     |
| G.B. Odone   | 8        | 0       | -         | -         | 8        | 0      |
| B. Orzan     | 25       | 0       | 1         | 0         | 26       | 0      |
| A. Pin       | 24       | 6       | -         | -         | 24       | 6      |
| E. Pratesi   | 31       | 9       | 1         | 0         | 32       | 9      |
| G. Toros     | 29       | 1       | 1         | 0         | 30       | 1      |
| A. Uboldi    | 27       | -22     | 1         | 0         | 28       | -22    |
| G. Visintin  | 2        | 0       | -         | -         | 2        | 0      |
| D. Voglino   | 3        | 0       | -         | -         | 3        | 0      |